# Shawn Ashmore
Shawn Ashmore (Richmond (Brits-Columbia), 7 oktober 1979) is een Canadees acteur. Hij won een Leo Award voor beste dramatische vertolking met zijn rol in de televisiefilm Earthsea.

## Biografie
Ashmore werd geboren in Richmond als zoon van Linda en Rick Ashmore. Hij vormt de helft van een tweeling samen met zijn broer Aaron, die ook acteur is.
Hoewel Ashmore sinds de jaren 1990 in films speelde, kwam zijn doorbraak bij het grote publiek in 2000, toen hij te zien was in X-Men. Ashmore speelt meer in de televisie- dan in de filmindustrie. Zo was hij onder andere naast Hilary Duff te zien in de Disneyfilm Cadet Kelly in 2002.
Ashmore is sinds 27 juli 2012 getrouwd met Dana Wasdin, die hij ontmoette tijdens de opnamen van de Amerikaanse horrorfilm Frozen (2010).

## Filmografie
- 1991: Married to It
- 1993: Gross Misconduct
- 1994: Guitarman
- 1997: Promise the Moon
- 1997: Any Mother's Son
- 1997: Melanie Darrow
- 1998: Strike!
- 1999: At the Mercy of a Stranger
- 1999: Dear America: The Winter of Red Snow
- 2000: X-Men
- 2001: The Big House
- 2001: Blackout
- 2001: Wolf Girl
- 2002: Cadet Kelly
- 2003: X2
- 2004: My Brother's Keeper
- 2004: Earthsea
- 2005: Underclassman
- 2005: 3 Needles
- 2005: Underclassman
- 2005: The Quiet
- 2006: X-Men: The Last Stand
- 2008: Solstice
- 2008: The Ruins
- 2009: Diverted
- 2010: Frozen
- 2011: The Day
- 2012: Breaking the Girls
- 2012: Mariachi Gringo
- 2012: Already Gone
- 2012: The Barrens
- 2012: Breaking the Girls
- 2013: The Following
- 2014: X-Men: Days of Future Past
- 2017: Devil's Gate
- 2017: Hollow in the Land
- 2018: The Rookie
- 2018: Brothers for Life
- 2020: Anderson Falls
- 2021: Aftermath

## Videogames
- 2016: Quantum Break
- 2019: The Dark Pictures: Man of Medan
- 2023: Alan Wake II